# 駅弁ひとり旅
『駅弁ひとり旅』（えきべんひとりたび）は、櫻井寛（監修）、はやせ淳（作画）による日本の漫画。『漫画アクション』（双葉社）に連載されている駅弁をテーマにした料理・グルメ漫画兼鉄道漫画兼紀行漫画である。2020年12月時点でシリーズ累計発行部数は100万部を突破している。

## 概要
第15巻（151話）で完結、その後震災後の東北を描いた新作（4話）と本編でその場所を描いた作品を再録した別巻の「がんばっぺ東北編」。2012年4月から9月まで、舞台を沖縄・台湾とした連載が再開された。2013年9月には、描き下ろし作品を含む「ザ・ベスト 絶景・秘境編」の単行本が発売、後に再録のみの「一度は食べたい絶品海の幸編」、「寝台列車で美味しい旅編」、「全国ローカル私鉄編」が発刊。コンビニコミックとして「全国縦断秋の駅弁まつり編」も発刊された。同じく双葉社の旅をテーマとするウェブマガジン「TABILISTA」にて2016年より『駅弁ひとり娘〈撮り鉄・菜々〉編』の連載を開始。2019年には『新・駅弁ひとり旅〜撮り鉄・菜々編〜』として単行本を発売し、2020年に漫画アクション本誌に移行した（『新・駅弁ひとり旅〜撮り鉄・菜々編〜』も併せて記載する）。
2012年4月5日からはテレビ東京系列のBSデジタル放送局・BSジャパンにて、全12話のテレビドラマが放送された。
鉄道ファンで弁当店経営者の中原大介が、結婚10周年として妻から休暇をもらい、日本一周を期限として特急富士号のA寝台個室のきっぷをもらうことから始まる。九州、四国、中国、近畿、北海道、東北、北関東、北陸、東海、南関東の順に旅を続け、日本一周達成後には東日本大震災の被災地を訪ねた。
駅弁を取り扱った漫画であるが、駅弁に分類されていない食堂車の料理やフェリーの弁当も含んでいる。基本的に日本国内の旅行であるが、近隣諸国では北海道からフェリーでロシア・サハリン州へ、日本本土一周・東北駅弁業者激励後、国内唯一の未踏地であった沖縄県と共に台湾を訪問し東北アジアではモンゴル、高麗半島のみ未踏破。「駅弁ひとり旅」というタイトルではあるが、主人公は多くの時間を行きずりの女性や子供と共に旅をしており、あまり一人旅はしていない。
連載開始から数年経っても劇中での日数は100日程度しか経過していないが、ダイヤなどは常に最新のものが反映されている。連載が長期間にわたっているため、既に廃線となった路線や、終売した駅弁が紹介されているケースもある。

## 登場人物

### 中原家
弁当店「大ちゃん」を営む夫婦。陽子によれば「他に数名のパート従業員」がいる程度。親兄弟子供の設定なし。
中原 大介（なかはら だいすけ）
本作の主人公。京王電鉄笹塚駅南口近くの笹塚通り観音商店街内で、駅弁をモチーフにした持ち帰り弁当を調製・販売する弁当屋「大ちゃん」を経営する男性。笹塚で育ち、料理学校に通ったのち、弁当屋を開いた。作中初期では35歳。太った体型とひげ面から「ヒグマ」に例えられることもある。
少年期から鉄道を趣味としてきたため、鉄道全般に詳しく、旅先では鉄道に関するうんちくを常に傾けている。路線開通時のエピソードが苛酷なものであった路線や、経営が苦しい地方の小さな私鉄、国鉄分割民営化など廃線の危機に伴って発足した第三セクター鉄道などには特に思い入れが強い。
弁当を食べる時は常に講釈を行い、1品ごとに愛情に満ちた感想を語る。食材の好き嫌いはほとんどなく、弁当に対する批判もほとんど口にしない。1日に何度も駅弁を食べるような大食漢のため、メタボリックシンドロームの傾向があり、長距離を歩いたり走ったりすることは苦手。高所恐怖症で、高い橋梁やケーブルカー、展望台などから下をのぞいたりすることが苦手。ロープウェイは嫌いだが、モノレールは比較的平気、湘南モノレールは苦手だがゆいレールは全く大丈夫であったなど、高所の基準には割合ブレがある。幽霊やオカルトの類も苦手であるとされている。飛行機嫌いでもあるが、沖縄 - 台湾間を結ぶフェリーが廃止になったため、やむを得ず沖縄 - 台湾 - 東京間を飛行機で移動した。船旅は鉄道の次に好む。
高校時代に野球部に所属していたことから、JRグループのつばめマークや各大手民鉄をかつて経営していたプロ球団にちなんで紹介していた。
新編（菜々編）では菜々の回想シーンのみ登場。菜々の話では「フランスで駅弁関係の仕事を始めた」という。彼のおかげで、菜々はハイマートの取材をコンタクトしやすかった。
中原 優子（なかはら ゆうこ）
大介の妻。弁当店「大ちゃん」の経営は好調であるが、それゆえの多忙から趣味の鉄道旅行ができなくなり元気をなくしていた大介を、「弁当の研究」という名目のもとに日本一周の駅弁食べ歩き鉄道旅行に送り出す。店主不在の弁当店は優子とパートのおばちゃんたちで運営されているとのこと。
4巻では寝台特急「トワイライトエクスプレス」での北海道旅行に同行するため、大介と大阪駅で合流。1号車1番の展望スイートに乗車した。北海道からの帰路は札幌より単身で寝台特急「カシオペア」に乗って東京に戻る予定だったが、大介の降り遅れにより、函館駅まで同乗することになる。両列車では食堂車の料理を夫婦で堪能した。その後、13巻では新宿駅で大介と再会して青梅線の旅を満喫、15巻のラストでは大宮駅まで大介を迎えに来た。
日本一周出発当時の大介は引き締まった三角形の筋肉質であったらしく、彼が旅するごとにメタボ化するのが悩みの種となり、沖縄・台湾の後に出発した山陰旅行の時は肉体調整をするよう、釘を刺そうとした。

### 大介に長期間同行する人物
おおむね地域ごとに行きずり同伴する人物。ただし、菜々や台湾人姉妹のように複数の地域にまたがって同行することもある。
尾崎→白鳥 菜々（おざき→しらとり なな）
女性雑誌記者。単行本1巻の2話で初登場した初代ヒロインで、作中では唯一、大介の旅路に3度以上関わっている。新・鉄道ひとり旅の主人公。運動神経は良い方で高所は平気だが、怨霊の類は大介と同じように苦手であり、大介に遠軽での流刑囚怨霊都市伝説を聞かされた時は身震いしていた。鹿やトナカイなどの野生動物が大好きで、サハリン編では食堂車に出てきた鹿肉を食べるのを最初はためらっていた。
非常に快活な性格で感動指数も高く、「超おいしい」「超ガッカリ」などと「超」を連呼する。大介の講釈やサプライズに対してもテンションの高いリアクションを見せ、駅弁の美味しさや車窓の美しさに素直に感動できる感性の持ち主のため、道中のいたるところで大介を喜ばせている。
作中では大介の妻・優子を意識するシーンは皆無だったが、「駅すぱあと・駅弁ひとり旅こぼれ話」では優子のことに触れる会話があった。
当初は「ブルートレインで行く九州・熊本の旅」の取材のため、寝台特急「はやぶさ」に乗車したものの、食堂車や売店、車内販売がないことを知らないなど、おっちょこちょいな一面が目立っていた。あまりの空腹に耐えかねていたときに、大介からシウマイ弁当をもらったことで彼と知り合い、関門トンネルを詳しく語る大介のうんちくから鉄道に興味を持つ。門司駅での両列車の解結で別れるが、高千穂で偶然合流。今度は九州一周の取材をしてくるようデスクに命令されたことから、大介に同行して駅弁を食べながらの2人旅になる。九州を一周し、別れの寂しさのあまり由布院温泉で涙したが、別府駅で買った駅弁とワインを大介に渡し、関西汽船に乗る大介と別府国際観光港で別れる。
その後、森駅のいかめし取材で、大介がいかめしをすべて買ってしまったために売り切れていたことを悔やんでいたところ、乗り継いだ普通列車で大介と偶然合流し、北海道やサハリンを共に旅する。
さらにその後、松阪駅へ向かう近鉄特急の車内で再会して松阪牛弁当を食べ、その後名古屋まで同行する。
前述の名古屋までの行程中に身延山久遠寺の取材を手伝う約束をしたため、身延で4度再会し、その後河口湖駅まで同行した。
日本一周達成後の東日本大震災被災地の旅では石巻駅で大介と5度目の再会をし、レンタカーで宮古市まで同行した。
続編「新・駅弁ひとり旅〜撮り鉄・菜々編〜」では尾崎から白鳥に改姓し、中阪のいる会社を退職してフリーになっている。駅弁フォトライターであるが、大介と同じく鉄道グルメであれば駅弁でなくとも取材することもある。本編ではクローズアップされなかったが、続編では菜々の生い立ちが描かれる。
小学校入学の1か月後に父親を交通事故で亡くしている。その父は直方市の出身で、祖父が写真館を営んでいたことから、彼女はその影響で鉄道フォトライターになった。改姓先の姓「白鳥」は第21話「鮎屋三代」の中で母親の旧姓であることが判明している。母親が夫（菜々の父親）の死後に旧姓「白鳥」に戻し、菜々本人は父の姓「尾崎」のままであったが、独立時に思い切って母の姓に改めたという。
水越 美希（みずこし みき）
大介と四国を一周することになる2代目ヒロイン。司法試験に3度も失敗し、「自分を変えたい」という想いから四国八十八箇所巡りをしていた女性。道後温泉の休憩所で大介と出会うも、このときは特に絡むこともなく、後に特急「宇和海」13号の車中で大介と初めて会話を交わした。
司法試験への焦りからか「1日が25時間でも26時間でも欲しい」と語るほど心にゆとりがなかったため、見かねた大介が「1日2日くらいのんびりしてほしい」との想いで予土線の旅を提案。卯之町駅に着く前に「宇和島駅で待っている」と大介が声をかけると、翌日同駅で2人旅のために待っていた。当初はどことなく冷めた雰囲気で、大介のうんちくに対して興味のなさそうな反応を見せていたものの、駅弁の美味しさや四万十川などの雄大さに感動。何事もゆったりと余裕を持って愉しむことの大切さに改めて気づかされて以降は、張り詰めていた心が氷解するかのように豊かな喜怒哀楽を示すようになり、大介とも非常にフレンドリーな関係に打ち解けていく。その後見学した大鳴門橋が鉄道・道路併用橋として構想されたにもかかわらず、採算性がないとして鉄道部分が凍結されたことを大介に説明された際は激怒していた。体力はある方で、琴平山登山の際は疲れ果てた大介を叱咤激励していた。
四国一周の途中、特急「南風」にて出会った鉄道ファンの少年・太郎とコミュニケーションをとっているうちに、同じ鉄道ファンである甥の洋史のことを思い出してしまい、大介の勧めで四国を一周した後、岡山で洋史と会うことになる。大介と洋史が特急「やくも」3号で2人旅に出た際は、大介に感謝の言葉を述べながら岡山駅にて2人を見送った。
洋史（ひろし）
美希の甥。岡山駅で美希と母親に紹介される。父親を交通事故で亡くして母子家庭になったため旅行ができず、亡き父と一緒に行くはずだった「SLやまぐち号」と余部橋梁を見ることが憧れの鉄道ファンの少年。最初は無愛想で冷めた様子を見せていたが、大介から伯備線でのD51形蒸気機関車の3重連の話を聞いたことで打ち解ける。時々亡き父を思い出すが、大介に慰められる。大介とともに中国地方を巡った後、城崎温泉駅で別れる。
その後大介と京都駅で待ち合わせ、梅小路蒸気機関車館を見学し、大阪駅で「トワイライトエクスプレス」を見送って別れる。魚類、特に小魚が嫌い。
中国地方2人旅の終盤近くから大介といるのが楽しくなり、別れを寂しむ一面も見せるようになって大介とメールフレンドとなる。関西での再会時も同じ表情で、優子は「彼（洋史）は大介に父親を見出しているのかも」と想像していた。
母親は仕事のため一緒に旅することはほとんどなかったが、南関編巻末にて鉄道博物館へ旅していたことが判明。
ケイト
名古屋市在住のオーストラリア人女性。城崎温泉で日本の入浴方法を知らず、水着で男湯に入っていた。その後、駅弁に興味を持ち大介の旅に同行。福知山城、姫路城に興味を持つ。タコが苦手、クジラを食することを批判する、駅弁の牛肉をオージービーフと比較する、お茶漬けを知らないなど日本文化に馴染めない一面が目立っていたが、大介との旅を経て自然に納得し、日本文化に興味を持つようになる。大介と関西と紀伊半島を巡った後、名古屋へ向かうため亀山駅で彼と別れる。
参宮線の車両を見て祖国の羊を思い出した。意外なほどに祖国の鉄道を知っている大介を「師匠」とみなしている。
難波駅から南海電気鉄道の特急「サザン」で和歌山へ向かおうと提案する大介に対し、空港特急「ラピート」に乗りたいとわがままを言い困惑させるが、途中の泉佐野駅で各駅停車に乗り継げることが判明し、提案を曲げて「ラピート」と各駅停車を乗り継いで和歌山市駅へ向かうことになった。そのため、駅弁を食べる時間が遅くなり、大介にプランを曲げさせた報いを受けることになる。
クリスティーナ（クリス）
日本旅行中のフランス人女性。秋田内陸縦貫鉄道の車内で大介と出会う。日本語はある程度話せるが漢字は読めない模様。駅弁に興味を持つ。大介のことを「ダイスキ」と言い、「大好き」を「ダイスケ」と言う。温泉で入浴するのが好きで、温泉地を見つけると必ず入浴する。外国人であるが、入浴時に裸になることに抵抗はない様子。幽霊の類もある程度は平気なようで、大介に恐山に行くことを提案したが、彼に猛反対されて撤回した。
肉類を好み、大介の肉料理駅弁をつまみ食いしようと狙っていた。日本でのそばのすすり方に当初は違和感を覚えていたが、近くにいた老夫婦がすする姿を見て感化される。
夏 美瑶（しゃ めいやう）、夏 美琪（しゃ めいち）
水戸で出会った台湾出身の双子。姉の美瑶は瑶々（やうやう）、妹の美琪は妹々（めいめい）と呼ばれる。大介のことをいくつかのハプニングからか「（白）熊さん」とあだ名をつけたが、通常は「ダイチャン」と呼ぶ。
父方の祖父である林 豊隆（はやし とよたか）が輪島に在住しており、もともと2人は祖父に会うために来日し、旅行をしていた。父親は鉄道ライターである宮脇俊三の作品愛読者で、同じく宮脇ファンの大介を感心させた。瑶々は文学少女で芸術好きだが、妹々はグルメとイケメンに目がなく、対照的。沖縄・台湾編では大介を案内する。
韓 美樹（はん みす）
御殿場と箱根で出会った韓国人女性。韓国の旅行会社に勤めているが、日本の駅弁に興味を持ち、伊豆半島・南関東の旅に同行する。大介のことを「大（デー）さん」と呼ぶ。ロープウェイ嫌いの大介を「先輩が初めての町を訪れた時は、高い所に行くと俯瞰できて、町を知ることができるから、と言いました」と説得していた。
推理小説家である西村京太郎のファンで、大介と西村京太郎記念館に行った際は喜んでいた。一方で、大介と特急「スーパービュー踊り子」に乗車した際、子連れでない大人の乗客は立ち入り禁止のキッズルームではしゃぐという無邪気な一面があち、大介に「意外と子供っぽい」と評された。

### 実在人物
大介が駅弁旅をするにあたり、かかわっている人々。
新竹 浩子（あらたけ ひろこ）
3巻、13巻に登場。松阪駅近くで駅弁業者「あら竹」を経営。
大介が松阪駅を訪問した際（ケイトとの関西旅、菜々との東海旅）に出会う。大介の地元である笹塚からほど近い初台に住んでいたことがあり、弁当屋のよしみで親しくなった。
大介と菜々が訪問した際は本作とのコラボ駅弁が発売されており、彼女に声をかけられたことで駅弁客から注目され、大介は恥ずかしい思いをしていた。大船駅や鹿児島中央駅でも同様の描写がみられた。
菜々とは大介13巻で初対面、菜々第6巻で再開する。
桐生 富作（きりゅう とみさく）
10巻に登場。横川駅近くにある駅弁業者「おぎのや」の立ち売り従業員。1970年（昭和45年）に入社して以来、最盛期は1日1,500個の「峠の釜めし」を売りさばいていた。入社当時の社長の死後、釜めしの売り上げは1億個を達成した。大介は桐生目当てで、駅で買おうとする瑶々と妹々を制して「桐生さんのところで購入したい」と、わざわざ彼のいる店舗を指定した。
山崎 邦夫（やまざき くにお）
11巻に登場。直江津駅近くでホテルおよび駅弁業者「ハイマート」を経営。
大介の親族で、北陸4県の駅弁業者にコネを持つ武おじさんの知人であり、大介と瑤々・妹々はそのつてで知り合った。
ハイマートのある直江津駅はかつて夜行列車が多く発着しており、山崎は10代から20代のころ、夜行列車の乗客相手に駅弁の立ち売りをしていた。しかし夜行列車の相次ぐ廃止や、北陸新幹線からのルート除外など、直江津駅を取り巻く営業状況は悪化。そのため、信越本線（現・えちごトキめき鉄道妙高はねうまライン）と北陸新幹線の交点にある脇野田駅（現・上越妙高駅）で駅弁営業を始める攻めに転じた。
甲信越編（菜々第5巻）では大介のおかげで、菜々は彼に円滑取材できた。
白井 昭（しらい あきら）
13巻に登場。大介が大井川鐵道を訪問した際に出会う。
大井川鐵道の副社長を務めていた当時、初訪問した高校生時代の大介は、白井の特別な計らいで機関区を見せてもらったことがある。
C11 190復元工事のために寄付をし、大介の大井川本線と井川線の訪乗を終点の井川駅まで同行した。
沖縄・台湾編で大介が台湾へ行くことを知った際は「阿里山森林鉄道は祝山線のみ復旧しているので、是非祝山線に乗車して、翁さんを訪れなさい」と助言した。
鈴木 優（すずき まさる）
大井川鐵道の機関区長。大介は高校時代、そして13巻での再訪問の時に顔を合わせている。その際、大介に復元したばかりのC11 190をお披露目した。
西村 京太郎（にしむら きょうたろう）
鉄道ミステリー作家。美樹が西村のファンで「韓国新幹線（KTX）殺人事件」を愛読しているということから、大介と2人で湯河原の西村京太郎記念館を訪問。その際、西村本人に出会った。
張間 重子（はりま しげこ）
宮古駅の近くで割烹料理店「魚元」を経営。駅弁も兼業している。割烹着と和服姿が特徴的な女将で、大介とは駅弁大会で初めて出会い、顔見知りとなる。
震災後、一時は廃業を考えたものの、激励の声に応える形で暫定再開。しかしながらアワビの高騰により、駅弁のメニューは絞られることになった。実際の「魚元」は2018年7月31日をもって閉店している。
工藤 クニエ（くどう クニエ）
久慈駅の近くで食堂「三陸リアス亭」を経営。駅弁も兼業している。
三陸鉄道で車内販売をしていた21世紀初頭に大介と初めて出会い、それ以来、大介が訪問すると息子が現れたかのようにハグをする。大介を「大ちゃん」と呼ぶ。
震災後による諸般の事情から廃業を考えるも、日本中のファンからの激励で存続を決めた。
上野 純一（うえの じゅんいち）
宮島口駅近くで駅弁屋を経営する「上野商店」の4代目社長。初代社長のころから駅弁「あなごめし」を製造・販売している。
大介とともに訪問した空腹状態の洋史をなだめ、2人に製造工程を見せてから「あなごめし」を販売した。
三浦 由紀江（みうら ゆきえ）
15巻に登場。大介が大宮駅で面会した日本レストランエンタプライズの駅弁業者。
カリスマ所長で、パート時代に年間売り上げを5,000万円アップさせた実績がある。
吉田 広城（よしだ ひろき）
八戸駅で駅弁屋「吉田屋」を経営。震災や新幹線の延伸といった二重苦を味わうが、山崎と同じく新商品で挑む。
府金 早苗（ふがね さなえ）
いわて沼宮内駅近くで精肉業者「肉のふがね」を経営。駅弁も販売しており、「さなえばっちゃんの短角牛弁当」はヒット商品となった。
齋藤 祐子（さいとう ゆうこ）
一ノ関駅近くの駅弁業者「齋藤松月堂」の経営者。
小林 文紀（こばやし あやき）
郡山駅近くの駅弁業者「福豆屋」の経営者。
鳥塚 亮（とりづか あきら）
南関編（第15巻）で登場。当時、大介と美樹が乗車したいすみ鉄道の社長であった。菜々が取材した甲信越編（菜々第5巻）では、えちごトキめき鉄道の社長に就任していた。
木嶋 清（きじま きよし）
沖縄・台湾編（通算第17巻）に登場した、漁協店「壺川直売店さかな」（2017年2月閉店）の経営者。ゆいレール開業を記念し、沖縄初の駅弁「海人がつくる壺川駅前弁当」を発売した。大介が沖縄で食べた唯一の駅弁である。
元祖有名駅弁と全国うまいもの大会への出店を機に大介と知り合い、大介が台湾とセットで沖縄を訪問するきっかけとなった。台湾への定期航路が廃止され、空路しか交通手段がないことを飛行機嫌いの大介に教え、「短時間で行けるから」となだめた。
李 玉霞（りー ゆいしゃ）
沖縄・台湾編（通算第17巻）に登場した、台北駅の駅弁業者「便当本舗」（ビエンタンバンブー）の従業員。
彼女が駅弁をリニューアルしたことで人気が出るようになった。日本語を話すことができ、大介に「スネオ弁当」を勧めた。
翁（うぇい）
沖縄・台湾編（通算第17巻）に登場した阿里山森林鉄道の職員。大井川鐵道との姉妹関係締結を機会に白井と知り合い、技術提携が行われた。
大介が台湾へ行くという報告を受けた白井の助言で訪問し、森林鉄道を訪れた一行に阿里山のSLを見せた。
河合 賢一（かわい けんいち）
新・九州編（菜々第2巻）に登場した平成筑豊鉄道の社長。斉藤から菜々が食堂車「ことこと列車」に取材乗車することを聞いていて、菜々を出迎えた。
小嶺 信一（こみね しんいち）
新・九州編（菜々第2巻）に登場した長崎駅弁業者「くらさき」の社長。長崎の駅弁店から「鯨カツ弁当」の取り置きを頼まれ、菜々が来店して売り渡した。
頼藤 浩（よりふじ ひろし）
新・九州編（菜々第3巻）に登場した八代駅弁業者「より藤」の三代目社長。菜々の取材を受けた名駅弁「鮎屋三代」の「三代」は彼がモデル。
山田まゆみ
新・九州編（菜々第3巻）に登場した、「森の弁当　やまだ屋」の代表。
駅弁「花の待つ駅かれい川」は嘉例川駅のほか、隼人駅でも販売。
「隼人駅で受け取ります」と電話予約すると、彼女が隼人駅で渡してくれた。
瀬戸山アイ
新・九州編（菜々第3巻）に登場した、西都城駅前にある「せとやま弁当」の代表。
菜々は「かしわ弁当」を入手したいが、バスの時間があるために店を早めに開けてもらった。
門田征吾（かどた せいご）
新・四国編（菜々第4巻）に登場した、「レストラン門田」のオーナーシェフ。
菜々が八幡浜から乗車した観光列車「伊予灘ものがたり・八幡浜編」の料理を担当。
藤本晋也（ふじもと しんや）
新・四国編（菜々第4巻）に登場した、「味匠藤本」の社長。
観光列車「四国まんなか千年ものがたり」で菜々が彼らのつくる駅弁「おとなの遊山箱」を食した後、沿線で夫婦で見送りしてくれた。
坪内政美（つぼうち まさみ）
新・四国編（菜々第4巻）に登場。鉄道カメラマンで、主に四国を拠点にしている。
菜々が更科の指令で阿佐海岸鉄道DMVを取材する事になり、阿波海南駅で出会う。
文子とは知り合いで、高松から「サンライズ瀬戸」で帰京する菜々に差し入れを頼んだ。
菜々第6巻では琴平駅近くの「こんぴらうどん」で再開、お揚げをおごってくれた。
半井真司（はんい しんじ）
新・四国編（菜々第4巻）に登場。菜々とは高知駅前・坂本龍馬像で出会う。
JR四国およびJR四国竜馬会の会長で、観光列車「志国土佐時代の夜明けのものがたり」を命名したのも彼。
山下文子（やました あやこ）
新・四国編（菜々第4巻）に登場。菜々とは窪川駅で出会う。本業は地元鬼北町のルポライターで、NHK局員。
「鉄道ホビートレイン」の話で意気投合、菜々と一緒に予土線3兄弟（鉄道ホビートレイン、海洋堂ホビートレイン、しまんトロッコ）に乗車デート。菜々と宇和島市内をデートするつもりだったが、更科から取材が追加されてしまいキャンセル（彼女は更科を鬼デスクと怒る）。菜々とデートしたい彼女は菜々が乗る予定の「伊予灘ものがたり・道後編」に乗車予約して合流。
名取政義
菜々が小淵沢駅で購入した「ワインのめし」を扱う「丸政」の社長。斉藤が菜々にレポートさせるため、その駅弁を予約したのであった。ワインのつまみとして、菜々はこの店でワインを購入。
中島千絵（なかじま ちえ）
菜々が取材乗車した「HIGH RAIL1375星空」のアテンダント。
斉藤泰文（さいとう やすふみ）
「HIGH RAIL1375星空」の星空案内人。
上原将太（うえはら しょうた）
碓氷峠廃線ウォークの主催者、いつもは安中市観光機構に勤務。菜々は斉藤に依頼された取材で参加。
萩原弘（はぎわら ひろし）
安中市観光機構局長。上原と共に碓氷峠廃線ウォークの主催者。彼が配った「峠の釜めし」の限定懸け紙は、参加した菜々が描かれている。
高橋渉（たかはし わたる）
菜々と母が市振駅でであった、OMシステム社員。菜々と同じオリンパスカメラなのは、彼の勤務先がその製造元であるからだという。その後、北越急行ほくほく線の「ほしぞら」でも再会する。
菜々第6巻でも、上総中野駅で再開している（縄文の湯では電話応対）。

### その他
大介や菜々の関係者など。
武おじさん（たけ - ）
大介と優子の親類。トワイライトエクスプレスの途中停車駅である金沢駅にて地元の高級駅弁を差し入れる。
北陸の駅弁業者に顔が利くらしく、大介と台湾人双子は彼のおかげで知人である直江津の駅弁業者を訪れることができた。
後に大介と金沢で再会。同伴者の瑶々・妹々とともに北陸鉄道を乗りつぶし、列車内と加賀温泉郷で駅弁を堪能した。
待田 立津夫（まつだ たつお）
大介の笹幡小学校時代の同級生。北海道でのDMV試乗会で出会い、青森駅で再会して竜飛海底駅に行く。さらに福島駅から峠駅へ向かう列車の中で再会する。北九州工業大学の研究生。
大介の同伴者では菜々およびクリスと面識がある。2人も大介と同じく彼のことを「たっちゃん」と呼ぶ。
昆野 尚（こんの しょう）
ホテルの和食シェフ。大介とは調理師学校時代に知り合い、下北交通の大畑駅で再会する。大間まぐろ目当てで来たという。あだ名は「昆ちゃん」。
中阪（なかさか）
菜々が勤める雑誌社のデスク。菜々曰く「人遣いの荒いセクハラ鬼デスク」だが、パスポートやビザの郵送、旅行会社の手配など菜々と大介のサハリン行きに協力し、菜々の取材延長を許容する代わりにお題を出して締め切りに絶対間に合わせるという条件を出すなどといったサポートをし、懐の広い一面も見せる。
洋史の母
2、4、15巻に登場。2巻では洋史に会いたいという美希（洋史母から見て義妹）の連絡を受けて、洋史を伴い岡山駅で美希、大介と合流。大介が駅弁マニアであると美希から聞いていたので、岡山駅「ご贈答用祭ずし」を用意。岡山電気軌道で後楽園に向かい、4人で駅弁を味わう。春休みの時期ということもあり、洋史と大介に2人旅をさせた。4巻では大介と京都プチ鉄道旅をしていた洋史を迎えに新大阪駅へ向かい、そこで優子と初めて対面した。第15巻では大宮駅で中原夫婦と気づかぬうちにすれ違い、鉄道博物館を洋史と訪問した。
斉藤（さいとう）
新・九州編（菜々第1・2・3巻）に登場する人物で、四つ葉出版の編集担当。菜々が「ある列車」を取材時に初めて出会い、彼のおかげで九州にて新たな取材の仕事を受ける事が出来た。「鉄道150周年」取材で桜木町駅に来ていた菜々に連絡で、「小淵沢に急行して取材してほしい」と頼む。
更科（さらしな）
新・四国編（菜々第4巻）および甲信越編（菜々第5巻）に登場する人物で、双葉新聞のデスク。別府駅で降りたって九州旅も終盤になった菜々に連絡、四国弾丸取材を申し付ける。菜々曰く「鉄道知識が詳しいこと以外は、中阪鬼デスクと一緒」。だが、彼のおかげで菜々は徳島に復活した駅弁を食べる事が出来た。「サンライズ瀬戸」で帰京途中に連絡があり、「ゲラがあるのでうち（双葉新聞）に寄って下さい」と言われ、さらに「鉄道150周年」の特集記事をたのむ。
柳（やなぎ）
更科に「鉄道150周年」の特集記事をたのまれ、旧新橋停車場を訪れた菜々に「鉄道開業史の真意」を助言してくれた、鉄道歴史愛好家。彼と一緒に桜木町（初代・横浜）駅を訪問。
菜々の母
菜々の父が死んだ直後に尾崎から白鳥に復姓。その理由を長らく菜々に話したがらなかったので、菜々も一度きりで聞かなかった。菜々が山梨、碓氷峠を取材したついでに彼女を伴って軽井沢 - 妙高高原を久しぶりの二人旅をした。旅の間も復姓の真意を菜々は聞けなかったが、長野電鉄のワイン電車が元小田急ロマンスカーだったので、菜々の父と旅したのを懐かしみ、菜々に「復姓の真意を聞こうとした菜々に怒ってごめん」と陳謝。

## 作品中の季節感
この物語は、第1巻から休むことなく主人公が日本一周の旅を続けているというもの。物語は単行本1冊（9 - 14話）で約1 - 2週間の時間が経過していると思われるが、『漫画アクション』が隔週雑誌で実際の連載執筆に約半年かかっているため、登場人物の服装も雑誌掲載時の季節に合わせて変えられている。つまり単行本の始まりでは半袖（腕まくり）だったのが終盤にはコートを羽織っており、その逆もある。特に顕著なのが第5巻の北海道（道南から道東）の旅で、短期間の旅にもかかわらず、夏から極寒の冬へと変化している。

## 書誌情報
- 櫻井寛（監修） / はやせ淳（作画） 『駅弁ひとり旅』 双葉社 〈アクションコミックス〉、全15巻
  1. 2006年4月20日発売、ISBN 4-575-83227-8
  2. 2006年9月28日発売、ISBN 4-575-83285-5
  3. 2007年4月28日発売、ISBN 978-4-575-83352-2
  4. 2007年9月28日発売、ISBN 978-4-575-83406-2
  5. 2008年3月28日発売、ISBN 978-4-575-83466-6
  6. 2008年9月27日発売、ISBN 978-4-575-83536-6
  7. 2009年3月28日発売、ISBN 978-4-575-83602-8
  8. 2009年8月28日発売、ISBN 978-4-575-83662-2
  9. 2010年4月10日発売、ISBN 978-4-575-83751-3
  10. 2010年7月12日発売、ISBN 978-4-575-83786-5
  11. 2011年1月12日発売、ISBN 978-4-575-83855-8
  12. 2011年4月28日発売、ISBN 978-4-575-83898-5
  13. 2011年7月28日発売、ISBN 978-4-575-83932-6
  14. 2011年10月28日発売、ISBN 978-4-575-83979-1
  15. 2012年1月12日発売、ISBN 978-4-575-84012-4
- 櫻井寛（監修） / はやせ淳（作画） 『駅弁ひとり旅 がんばっぺ東北編』 双葉社 〈アクションコミックス〉、2012年3月6日発売、ISBN 978-4-575-84041-4
- 櫻井寛（監修） / はやせ淳（作画） 『駅弁ひとり旅 ザ・ワールド 台湾+沖縄編』 双葉社 〈アクションコミックス〉、2013年1月12日発売、ISBN 978-4-575-84182-4
- 櫻井寛（監修） / はやせ淳（作画） 『新・駅弁ひとり旅 〜撮り鉄・菜々編〜』 双葉社 〈アクションコミックス〉、既刊7巻（2025年7月24日現在）
  1. 2019年3月12日発売、ISBN 978-4-575-85282-0
  2. 2020年12月10日発売、ISBN 978-4-575-85541-8
  3. 2021年12月27日発売、ISBN 978-4-575-85683-5
  4. 2022年12月12日発売、ISBN 978-4-575-85786-3
  5. 2023年10月12日発売、ISBN 978-4-575-85915-7
  6. 2024年10月10日発売、ISBN 978-4-575-86015-3
  7. 2025年7月24日発売、ISBN 978-4-575-86120-4

### ベスト版
- 櫻井寛（監修） / はやせ淳（作画） 『駅弁ひとり旅 ザ・ベスト』 双葉社 〈アクションコミックス〉、全4巻
  - 「絶景・秘境編」2013年9月12日発売、ISBN 978-4-575-84282-1
  - 「一度は食べたい絶品海の幸編」2014年2月22日発売、ISBN 978-4-575-84352-1
  - 「寝台列車で美味しい旅編」2014年2月22日発売、ISBN 978-4-575-84351-4
  - 「全国ローカル私鉄編」2014年5月20日発売、ISBN 978-4-575-84411-5

## テレビドラマ
2012年4月5日よりBSジャパンで全国放送された。
このドラマ版では東北を巡る大介の旅の模様が描かれるが、これは番組コンセプトに東日本大震災からの復興支援という側面があるためである。
野外撮影では、2011年11月6日、JR東日本企画のロケーションサービスによって、上野駅および東北本線車内が利用された。

### キャスト
- 中原大介 - 岡田義徳
- 中原優子 - 加藤貴子
- 大沢綾 - 山本ひかる
- 尾崎菜々 - 波瑠
- 藤村咲子 - 須藤温子
- ナレーション - 大浦冬華

### スタッフ
- 脚本：塚田哲也
- 監督：塚田哲也
- 音楽：宇波拓

トロンボーン演奏：青木タイセイ
- エグゼクティブ・プロデューサー：村上比呂夫、竹内崇嗣、柳原雅美、赤澤賢司
- プロデュース：齋藤法義、川上泰弘
- 制作協力：ケイズエンターテインメント
- 製作プロダクション：ショウゲート
- 製作：「駅弁ひとり旅」製作委員会（ショウゲート／アミューズソフト／BSジャパン／グロービジョン）

### 放送局
| 放送地域 | 放送局     | 放送期間               | 放送日時                 | 放送系列                      | 備考 |
| -------- | ---------- | ---------------------- | ------------------------ | ----------------------------- | ---- |
| 日本全域 | BSジャパン | 2012年4月5日 - 6月21日 | 木曜 22時30分 - 23時00分 | テレビ東京系列 BSデジタル放送 |      |